# Poul Henningsens Plads Station
55°42′34″N 12°34′35″Ø / 55.7094°N 12.5763°Ø
Poul Henningsens Plads Station er en undergrundsstation på den københavnske Metros cityring. Stationen ligger i takstzone 2 og åbnede 29. september 2019.
Poul Henningsens Plads Station ligger på en unavngiven plads på hjørnet af Tåsingegade og Reersøgade, med hovedtrappe ud imod Jagtvej. Trods navnet Poul Henningsens Plads Station ligger den således ikke på Poul Henningsens Plads, der dog ligger i nærheden på hjørnet af Østerbrogade og Jagtvej.
Stationen er den nordligste på Cityringen og pr. 2019 tillige den nordligste på hele metronettet. Da Orientkaj Station på M4 nu er åbnet er Poul Henningsens Plads Station dog kun den næstnordligste.
Byggeriet begyndte i maj 2011 med ledningsarbejde og arkæologiske udgravninger. Selve udgravningen begyndte primo 2013 og stationen stod færdig 2019.